# Jan Ripper
Jan Ripper (ur. 13 lipca 1903 w Krakowie, zm. 24 maja 1987 w Zakopanem) – polski kierowca rajdowy.

## Życiorys
Syn Wilhelma, pioniera polskiego automobilizmu. W 1921 wziął udział w swoim pierwszym wyścigu – wyścigu motocyklowym Kraków-Zakopane. W latach 1927–1931 uczestniczył w Wyścigach Tatrzańskich. W 1928 wraz z Michałem Harkawym byli pierwszymi Polakami startującymi w Rajdzie Monte Carlo. Dwukrotnie: w 1929 i 1938 zwyciężył w Rajdzie Polskim. Za kierownicą  Bugatti type 37C z silnikiem 1,5 l odnosił sukcesy również poza granicami – zwyciężał w Budapeszcie, rajdzie Ecce Homo (Czecho-Słowacja) i Semmering (Austria). Był członkiem honorowym Automobilklubu Polski. W 1930 został jednym z siedmiu pierwszych członków Elity Polskich Jeźdźców Automobilowych.
W 1945 przeprowadził się z Krakowa do Zakopanego, gdzie prowadził warsztat samochodowy, najpierw przy ulicy Chramcówki, potem na Spyrkówce. Nadal chętnie uczestniczył w rajdach, w których niejednokrotnie towarzyszyła mu żona Stanisława Maria Ripper. Odnosił kolejne sukcesy w wyścigach, choć brakowało mu samochodu godnego jego talentu i umiejętności. Próbował temu zaradzić, budując w latach pięćdziesiątych w małym warsztacie wyścigowe SAM-y oparte na podzespołach aut z demobilu. Startował w zawodach niemal do końca życia, ostatni rajd wygrał mając 76 lat. Został pochowany na cmentarzu przy ulicy Nowotarskiej w Zakopanem (kw. A4-5-1).

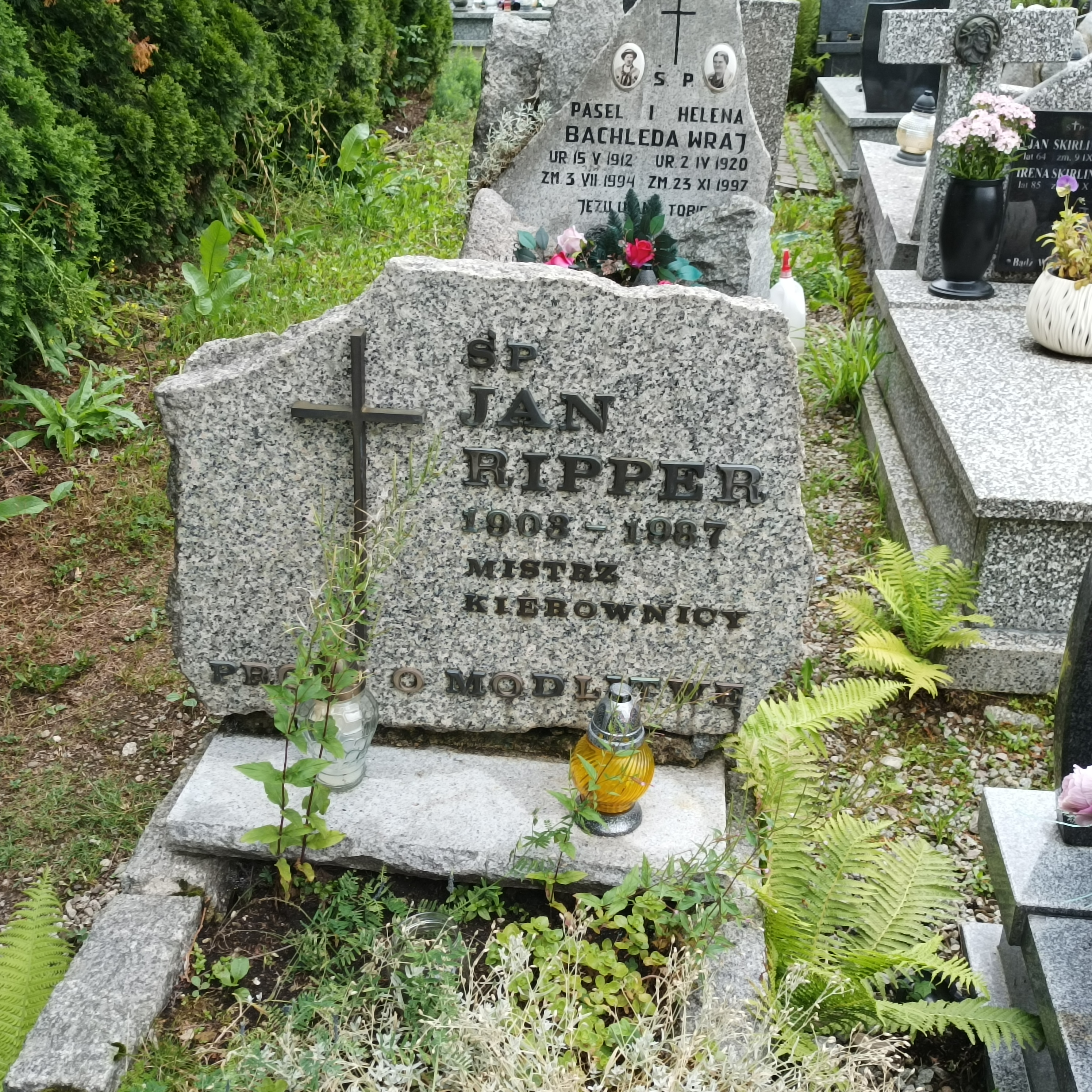
Grób Jana Rippera na Nowym Cmentarzu w Zakopanem